# Ana Hickmann
Ana Hickmann (Santa Cruz do Sul, 1º marzo 1981) è una modella, conduttrice televisiva e blogger brasiliana.

## Biografia
È entrata nel Guinness Book of World Records come "La modella con le gambe più lunghe": le sue gambe misurano infatti 123 cm.
È stata classificata dalla rivista Maxim come 47° e 85° Hot 100 Women rispettivamente del 2004 e del 2005.
Dal 2009 al 2012 ha condotto il programma televisivo Tudo È Possível (Tutto è possibile) con il comico Shaolin.

### Vita privata
Si è sposata all'età di 16 anni, il 14 febbraio 1998, con Alexandre Corrêa.

## Agenzie
- Louisa Models
- Munich Models
- ID Model Management
- Premier Model Management
- Stock Models - Colombia
- Viviènne Model Management